# Pharmageddon
Pharmageddon è un neologismo che sta a indicare i due problemi tra loro correlati, dell'iperprescrizione di farmaci, che in parte rientra nel campo della cosiddetta medicina difensiva, e dell'utilizzo inutile di sostanze medicinali, per stati patologici o parafisiologici che non richiedono alcun intervento medico.
Il termine richiama non solo la valenza negativa dell'etimo greco del farmaco (pharmakon), ma anche la parola ebraica indicante la montagna di Megiddo, dove l'Apocalisse 16,16 ambienta la lotta finale tra bene e male, dal risultato niente affatto scontato.
Il fenomeno è in parte supportato dalla pubblicità e dalla commercializzazione di farmaci da banco con fini tra i più diversi e soprattutto non supportati da evidenza scientifica, come, per esempio, creme antietà o la vitamina C per raffreddori. Ma grossa parte è sostenuta dalla clientela stessa che, nonostante pareri contrari di diverse autorità del campo, richiede tali prodotti.
Diversi tentativi son stati fatti e vengono tuttora ipotizzati e perseguiti al fine di ridurre tale problema. Non ultima, in Italia, la multa ai danni dei medici di famiglia per "iperprescrizione", mentre il cuore problema è l'informazione da parte dei cittadini e l'aderenza alle terapie. Da parte sua il comitato UE per i farmaci (GPUE) cerca di fare il punto sulle politiche adottate dai vari governi nazionali per promuovere l'uso razionale dei medicinali.
L'OMS ha definito l'"aderenza alle terapie" come la "misura in cui il comportamento di una persona verso l'assunzione del farmaco corrisponde alle richieste mediche". La Gpue 2007 ricorda come l'attività tossica intrinseca di ogni sostanza può causare insorgenza di effetti secondari avversi, che vanno dal ridotto o assente beneficio terapeutico alla comparsa di reazioni gravi, fino alla morte. Oltre alla natura del farmaco, possono esserci errori nella somministrazione o nell'utilizzo. Anche la mancata assunzione del medicinale può essere causa di conseguenze avverse.
Il decreto legislativo 219/2006 legifera sulla questione ponendo obiettivi "didattici" quali, per esempio, incrementare le conoscenze e l'aggiornamento di operatori sanitari, fornire informazioni in termini di farmacovigilanza e sensibilizzare la popolazione all'uso razionale dei medicinali.